# Герои Социалистического Труда Ставропольского края
В настоящий список включены:
- Герои Социалистического Труда, на момент присвоения звания проживавшие на территории современного Ставропольского края, — 171 человек (в том числе 1 дважды Герой); кроме них, приведены (и выделены  персиковым цветом ) 4 Героя, проживавшие на территории Приютненского района, входившего с 1943 по 1957 год в состав Ставропольского края, а ныне относящегося к Калмыкии;
- уроженцы Ставропольского края, удостоенные звания Героя Социалистического Труда в других регионах СССР, — 86 человек;
- Герои Социалистического Труда, прибывшие в Ставропольский край на постоянное место проживания из других регионов, — 29 человек.

Вторая и третья части списка могут быть неполными из-за отсутствия данных о месте рождения ряда Героев.
В таблицах отображены фамилия, имя и отчество Героев, должность и место работы на момент присвоения звания, дата Указа Президиума Верховного Совета СССР, отрасль народного хозяйства, место рождения/проживания, а также ссылка на биографическую статью на сайте «Герои страны». Формат таблиц предусматривает возможность сортировки по указанным параметрам путём нажатия на стрелку в нужной графе.

## История
Первыми на территории Ставропольского края звания Героя Социалистического Труда были удостоены пятеро работниов колхозов и МТС Ессентукского района: М. И. Артёмов, А. Н. Барбашина, Э. Г. Гюльбекова, А. А. Тороп (Богданова) и Г. А. Юрин. Высшая степень отличия была им присвоена Указом Президиума Верховного Совета СССР от 30 января 1948 года за получение высоких урожаев пшеницы в 1947 году.
Подавляющее большинство Героев Социалистического Труда в крае приходится на работников сельского хозяйства — 148 человек; строительство — 9; государственное управление — 4; нефтедобывающая промышленность — 3; химическая промышленность — 2; транспорт, энергетика, машиностроение, газовая, пищевая промышленность, автодорожное хозяйство, наука, образование, здравоохранение — по 1.

## Лица, удостоенные звания Героя Социалистического Труда в Ставропольском крае
| № | Фамилия, имя, отчество       | Даты жизни              | Деятельность                                                                      | Дата присвоения       | Отрасль | Место рождения     | ГС       |
| - | ---------------------------- | ----------------------- | --------------------------------------------------------------------------------- | --------------------- | ------- | ------------------ | -------- |
| 1 | Терещенко Николай Дмитриевич | 07.11.1930 — 29.05.1989 | Председатель колхоза «Путь к коммунизму» Степновского района Ставропольского края | 12.03.1982 04.10.1986 | сельхоз | Нефтекумский район | [ ГС 1 ] |

| №          | Фамилия, имя, отчество                    | Даты жизни               | Деятельность | Дата присвоения | Отрасль         | Место рождения            | ГС         |
| ---------- | ----------------------------------------- | ------------------------ | --- | --------------- | --------------- | ------------------------- | ---------- |
| 1          | Александров Николай Александрович         | 09.08.1922 — 30.12.1990  | Старший табунщик конного завода № 168 Кисловодского района Ставропольского края | 17.07.1952      | сельхоз         | *Смоленская область       | [ ГС 2 ]   |
| 2          | Алексеенко Георгий Иванович               | 1907 — ????              | Старший чабан племенного овцеводческого совхоза «Советское руно» Министерства совхозов СССР, Ипатовский район Ставропольского края                                                                  | 22.10.1949      | сельхоз         | Ипатовский район          | [ ГС 3 ]   |
| 3          | Андронова Надежда Алексеевна              | 17.09.1915 — 28.06.1992  | Звеньевая колхоза имени Крупской Ессентукского района Ставропольского края | 29.04.1948      | сельхоз         | Предгорный район          | [ ГС 4 ]   |
| 4          | Артёмов Александр Сергеевич               | 1930 — 05.12.2012        | Звеньевой Бургун-Маджарского виноградарского совхоза Министерства пищевой промышленности СССР, Левокумский район Ставропольского края                                                               | 05.10.1949      | сельхоз         | *Тамбовская область       | [ ГС 5 ]   |
| 5          | Артёмов Михаил Иванович                   | 01.10.1909 — 15.03.1974  | Председатель колхоза имени Тельмана Ессентукского района Ставропольского края | 30.01.1948      | сельхоз         | Ставропольский край       | [ ГС 6 ]   |
| 6          | Барбашина Анна Никитична                  | 07.10.1925 — 06.01.1993  | Звеньевая колхоза имени Тельмана Ессентукского района Ставропольского края | 30.01.1948      | сельхоз         | *Воронежская область      | [ ГС 7 ]   |
| 7          | Басов Николай Семёнович                   | 1920 — 05.08.1997        | Токарь-расточник Георгиевского арматурного завода имени Ленина Министерства химического и нефтяного машиностроения СССР, Ставропольский край                                                        | 25.06.1966      | машиностроение  | Ставропольский край       | [ ГС 8 ]   |
| 8          | Баштовой Пётр Алексеевич                  | 1927—1984                | Тракторист колхоза «Путь к коммунизму» Апанасенковского района Ставропольского края | 07.12.1973      | сельхоз         | Апанасенковский район     | [ ГС 9 ]   |
| 9          | Бедненко Анастасия Павловна               | 05.01.1924 — 24.10.1971  | Комбайнёр колхоза «Красная Звезда» Благодарненского района Ставропольского края | 08.04.1971      | сельхоз         | Благодарненский район     | [ ГС 10 ]  |
| 10         | Беднов Иван Ефимович                      | 10.08.1924 — 15.05.1996  | Бригадир колхоза имени Войтика Александровского района Ставропольского края | 07.12.1973      | сельхоз         | Туркменский район         | [ ГС 11 ]  |
| 11         | Безгин Сергей Фёдорович                   | 1900 — 13.01.1957        | Старший чабан племенного овцеводческого совхоза «Советское руно» Министерства совхозов СССР, Ипатовский район Ставропольского края                                                                  | 30.12.1950      | сельхоз         | Труновский район          | [ ГС 12 ]  |
| 12         | Блесков Александр Алексеевич              | 01.11.1922 — 22.12.2006  | Председатель колхоза имени Ленина Советского района Ставропольского края | 07.12.1973      | сельхоз         | *Орловская область        | [ ГС 13 ]  |
| 13         | Бобенко Павел Макарович                   | 1915—1981                | Комбайнёр Петровской МТС Министерства хлопководства СССР, Ставропольский край | 03.05.1952      | сельхоз         | Петровский район          | [ ГС 14 ]  |
| 14         | Булавин Михаил Михайлович                 | 1928—1994                | Старший чабан колхоза-племзавода «Колос» Петровского района Ставропольского края | 22.06.1983      | сельхоз         | Ставропольский край       | [ ГС 15 ]  |
| 15         | Бутенко Иван Петрович                     | 01.10.1922 — 10.06.1987  | Тракторист колхоза «Россия» Новоалександровского района Ставропольского края | 23.06.1966      | сельхоз         | Георгиевский район        | [ ГС 16 ]  |
| 16         | Бухтиярова (Улаева) Мария Ивановна        | 21.10.1938 — 16.12.2009  | Доярка колхоза «Путь Ильича» Красногвардейского района Ставропольского края | 08.04.1971      | сельхоз         | Красногвардейский район   | [ ГС 17 ]  |
| 17         | Ванин Евгений Никифорович                 | 1881 — ????              | Старший чабан племенного овцеводческого совхоза имени Сталина Министерства совхозов СССР, Степновский район Ставропольского края                                                                    | 22.10.1949      | сельхоз         | Степновский район         | [ ГС 18 ]  |
| 18         | Вербицкий Герасим Иванович                | 1912 — 08.09.1982        | Комбайнёр Петровского зерносовхоза Ставропольского края | 11.01.1957      | сельхоз         | Ставропольский край       | [ ГС 19 ]  |
| 19         | Вихляев Тимофей Романович                 | 17.05.1913 — 17.11.1997  | Комбайнёр Ачикулакской МТС Грозненской области | 21.08.1953      | сельхоз         | Нефтекумский район        | [ ГС 20 ]  |
| 20         | Волобуев Андрей Алексеевич                | 20.01.1913 — 1993        | Бригадир комплексной бригады каменщиков строительно-монтажного управления № 1 треста «Ставропольпромстрой» Ставропольского совнархоза                                                               | 09.08.1958      | строительство   | Шпаковский район          | [ ГС 21 ]  |
| 21         | Воробьёва Анна Фёдоровна                  | род. 1936                | Доярка совхоза «Коммунар» Красногвардейского района Ставропольского края | 22.03.1966      | сельхоз         | Ставропольский край       | [ ГС 22 ]  |
| 22         | Выблов Василий Дмитриевич                 | 30.10.1936 — 12.04.2011  | Старший чабан госплемовцезавода «Советское руно» Ипатовского района Ставропольского края | 22.06.1983      | сельхоз         | Ипатовский район          | [ ГС 23 ]  |
| 23         | Выблов Семён Наумович                     | 10.12.1898 — 11.12.1984  | Старший чабан племенного овцеводческого совхоза «Советское руно» Министерства совхозов СССР, Ипатовский район Ставропольского края                                                                  | 22.10.1949      | сельхоз         | *Курская область          | [ ГС 24 ]  |
| 24         | Вышневский Владимир Петрович              | 02.05.1940 — 15.05.2015  | Тракторист колхоза имени Ворошилова Новоалександровского района Ставропольского края | 23.08.1990      | сельхоз         | Новоалександровский район | [ ГС 25 ]  |
| 25         | Гайворон Никифор Никифорович              | 02.02.1913 — ????        | Заведующий коневодством колхоза «2 пятилетка» Ипатовского района Ставропольского края | 13.07.1949      | сельхоз         | Ипатовский район          | [ ГС 26 ]  |
| 26         | Галенко Иван Фёдорович                    | 1923—1998                | Комбайнёр Саблинской МТС Александровского района Ставропольского края | 11.01.1957      | сельхоз         | Александровский район     | [ ГС 27 ]  |
| 27         | Гарманова (Евстигнеева) Любовь Николаевна | 1922 — 05.06.1994        | Звеньевая виноградарского совхоза «Суворовский» Министерства пищевой промышленности СССР, Минераловодский район Ставропольского края                                                                | 16.10.1950      | сельхоз         | Минераловодский район     | [ ГС 28 ]  |
| 28         | Гетман Александра Дмитриевна              | 20.08.1920 — ????        | Птичница колхоза «Октябрь» Минераловодского района Ставропольского края | 22.03.1966      | сельхоз         | Минераловодский район     | [ ГС 29 ]  |
| 29         | Гладков Пётр Фёдорович                    | 1927 — ????              | Комбайнёр Степновской МТС Ставропольского края | 20.05.1952      | сельхоз         | Степновский район         | [ ГС 30 ]  |
| 30         | Гончаров Иван Васильевич                  | 18.04.1928 — 16.11.1998  | Бригадир каменщиков строительно-монтажного управления № 3 треста «Ставропольхимстрой» Министерства промышленного строительства СССР, гор. Невинномысск Ставропольского края                         | 03.07.1973      | строительство   | Невинномысский район      | [ ГС 31 ]  |
| 31         | Горбатых Василий Владимирович             | 1909 — 01.10.1994        | Комбайнёр Константиновской МТС Министерства хлопководства СССР, Петровский район Ставропольского края                                                                                               | 30.07.1952      | сельхоз         | Петровский район          | [ ГС 32 ]  |
| 32         | Горлов Григорий Кириллович                | 25.12.1919 — 14.08.2003  | Первый секретарь Изобильненского райкома КПСС, Ставропольский край | 07.12.1973      | госуправление   | *Брянская область         | [ ГС 33 ]  |
| 33         | Гузий Сергей Ефремович                    | 07.10.1915 — 13.05.1987  | Комбайнёр Будённовской МТС, Ставропольский край | 21.01.1952      | сельхоз         | *Киевская область         | [ ГС 34 ]  |
| 34         | Гурьев Пётр Васильевич                    | 1915 — ????              | Комбайнёр Чугуевской МТС Степновского района Ставропольского края | 11.01.1957      | сельхоз         | *Архангельская область    | [ ГС 35 ]  |
| 35         | Гуцева Ольга Кирилловна                   | 23.07.1923 — 20.01.2010  | Учительница Сотниковской средней школы № 4 Благодарненского района Ставропольского края | 01.07.1968      | образование     | Благодарненский район     | [ ГС 36 ]  |
| 36         | Гюльбекова Эльпида Георгиевна             | 10.06.1923 — 31.08.2020  | Звеньевая колхоза имени Тельмана Ессентукского района Ставропольского края | 30.01.1948      | сельхоз         | *Грузия                   | [ ГС 37 ]  |
| 37         | Давыдов Иван Степанович                   | 1916—1993                | Директор государственного племенного птицеводческого завода «Обильненский» Георгиевского района Ставропольского края                                                                                | 08.04.1971      | сельхоз         | *Саратовская область      | [ ГС 38 ]  |
| 38         | Дойбан Кирилл Исаакович                   | 1910 — ????              | Председатель колхоза имени Воровского Ново-Александровского района Ставропольского края | 16.04.1949      | сельхоз         | *Молдавия                 | [ ГС 39 ]  |
| 39         | Долгополов Фёдор Иванович                 | 1912 — 30.11.1985        | Старший чабан овцесовхоза «Артезианский» Нефтекумского района Ставропольского края | 22.03.1966      | сельхоз         | Ставропольский край       | [ ГС 40 ]  |
| 39.000001  | Долот Андрей Фомич                        | 1898—1977                | Скотник мясного совхоза № 107 Министерства совхозов СССР, Приютненский район Ставропольского края                                                                                                   | 27.07.1948      | сельхоз         | Апанасенковский район     | [ ГС 41 ]  |
| 40         | Дробышев Михаил Георгиевич                | 1935 — 18.04.1997        | Бригадир колхоза имени Жданова Красногвардейского района Ставропольского края | 12.04.1979      | сельхоз         | Красногвардейский район   | [ ГС 42 ]  |
| 41         | Дударев Владимир Дмитриевич               | 09.04.1930 — 07.01.2002  | Тракторист совхоза «Темижбекский» Новоалександровского района Ставропольского края | 19.04.1967      | сельхоз         | *Черниговская область     | [ ГС 43 ]  |
| 42         | Евтеев Иван Данилович                     | 14.01.1914 — 05.05.1985  | Старший чабан совхоза «Калининский» Прикумского района Ставропольского края | 22.03.1966      | сельхоз         | Будённовский район        | [ ГС 44 ]  |
| 43         | Елфимов Иван Андреевич                    | 23.02.1923 — ????        | Старший чабан колхоза «Путь Ленина» Изобильненского района Ставропольского края | 08.04.1971      | сельхоз         | *Воронежская область      | [ ГС 45 ]  |
| 44         | Жиляев Григорий Захарович                 | 1911—1984                | Председатель колхоза имени Молотова Невинномысского района Ставропольского края | 11.01.1957      | сельхоз         | Кочубеевский район        | [ ГС 46 ]  |
| 45         | Жихарев Пётр Филиппович                   | 26.10.1930 — 05.05.1992  | Старший чабан государственного племенного овцеводческого завода «Большевик» Ипатовского района Ставропольского края                                                                                 | 08.04.1971      | сельхоз         | Апанасенковский район     | [ ГС 47 ]  |
| 46         | Жуков Василий Павлович                    | 1926—2001                | Комбайнёр колхоза имени Ильина Предгорного района Ставропольского края | 07.12.1973      | сельхоз         | Предгорный район          | [ ГС 48 ]  |
| 47         | Жуков Михаил Алексеевич                   | 1912 — ????              | Комбайнёр Суворовской МТС Предгорного района Ставропольского края | 11.08.1951      | сельхоз         | Предгорный район          | [ ГС 49 ]  |
| 48         | Заливадний Алексей Харитонович            | 17.04.1912 — 01.09.1969  | Старший чабан племенного овцеводческого совхоза «Советское руно» Министерства совхозов СССР, Ипатовский район Ставропольского края                                                                  | 30.12.1950      | сельхоз         | Апанасенковский район     | [ ГС 50 ]  |
| 49         | Захаров Михаил Иванович                   | 1913 — ????              | Бригадир тракторной бригады Отказненской МТС Воронцово-Александровского района Ставропольского края                                                                                                 | 11.01.1957      | сельхоз         | Советский район           | [ ГС 51 ]  |
| 50         | Зинковский Анатолий Антонович             | 02.01.1924 — ????        | Бригадир полеводческой бригады совхоза имени Карла Маркса Министерства пищевой промышленности СССР, Ставропольский край                                                                             | 01.11.1951      | сельхоз         | Благодарненский район     | [ ГС 52 ]  |
| 51         | Золин Анатолий Васильевич                 | 21.07.1924 — 10.03.2011  | Бригадир слесарей Невинномысского химического комбината Министерства химической промышленности СССР, Ставропольский край                                                                            | 28.05.1966      | химпром         | *Ярославская область      | [ ГС 53 ]  |
| 52         | Золин Дмитрий Андреевич                   | 08.11.1927 — 06.04.2013  | Тракторист совхоза «Изобильненский» Изобильненского района Ставропольского края | 12.03.1982      | сельхоз         | Труновский район          | [ ГС 54 ]  |
| 53         | Золотарёв Василий Ефимович                | 27.02.1914 — 22.03.1970  | Старший чабан племенного овцеводческого совхоза «Советское руно» Министерства совхозов СССР, Ипатовский район Ставропольского края                                                                  | 22.10.1949      | сельхоз         | Апанасенковский район     | [ ГС 55 ]  |
| 54         | Иванов Анатолий Васильевич                | 10.06.1916 — 31.10.1983  | Машинист-инструктор локомотивного депо Минеральные Воды Орджоникидзевской железной дороги, Ставропольский край                                                                                      | 01.08.1959      | транспорт       | *Тверская область         | [ ГС 56 ]  |
| 55         | Ивченко Андрей Максимович                 | 1918 — ????              | Старший чабан совхоза «Турксад» Левокумского района Ставропольского края | 22.03.1966      | сельхоз         | Левокумский район         | [ ГС 57 ]  |
| 56         | Иглин Селиверст Герасимович               | 1904 — 01.11.1975        | Директор совхоза «Бештаугорец» Предгорного района Ставропольского края | 07.12.1973      | сельхоз         | *Краснодарский край       | [ ГС 58 ]  |
| 57         | Калягин Виктор Владимирович               | 15.07.1932 — 27.04.2021  | Первый секретарь Ипатовского райкома КПСС, Ставропольский край | 22.02.1978      | госуправление   | *Астраханская область     | [ ГС 59 ]  |
| 58         | Климов Алексей Андреевич                  | 1924 — 07.04.1992        | Тракторист колхоза «Россия» Александровского района Ставропольского края | 23.06.1966      | сельхоз         | Новоселицкий район        | [ ГС 60 ]  |
| 59         | Кобаидзе Георгий Петрович                 | 02.04.1944 — 16.12.2017  | Дояр колхоза имени Калинина Кировского района Ставропольского края | 14.12.1984      | сельхоз         | Кировский район           | [ ГС 61 ]  |
| 60         | Ковалёв Иван Павлович                     | 17.03.1909 — 04.11.1993  | Мастер цеха капитального ремонта скважин Ставропольского газопромыслового управления Министерства газовой промышленности СССР                                                                       | 01.07.1966      | газпром         | *Мангистауская область    | [ ГС 62 ]  |
| 60.000002  | Ковалёв Родион Васильевич                 | 10.05.1915 — 05.08.1971  | Скотник мясного совхоза № 107 Министерства совхозов СССР, Приютненский район Ставропольского края                                                                                                   | 27.07.1948      | сельхоз         | *Калмыкия                 | [ ГС 63 ]  |
| 61         | Козлова Анна Алексеевна                   | 10.07.1910 — 27.09.1984  | Звеньевая Бургун-Маджарского виноградарского совхоза Министерства пищевой промышленности СССР, Левокумский район Ставропольского края                                                               | 05.10.1949      | сельхоз         | Левокумский район         | [ ГС 64 ]  |
| 62         | Козырь Иван Логвинович                    | 21.09.1915 — 10.06.1975  | Председатель колхоза имени Шаумяна Георгиевского района Ставропольского края | 22.03.1966      | сельхоз         | Кочубеевский район        | [ ГС 65 ]  |
| 63         | Колобов Николай Максимович                | 21.12.1919 — 12.07.2009  | Старший чабан колхоза имени Ленина Новоалександровского района Ставропольского края | 27.09.1974      | сельхоз         | *Харьковская область      | [ ГС 66 ]  |
| 64         | Коломиец Тимофей Кузьмич                  | 14.01.1910 — 20.09.1969  | Комбайнёр Степновской МТС Ставропольского края | 20.05.1952      | сельхоз         | Степновский район         | [ ГС 67 ]  |
| 65         | Концевой Владимир Васильевич              | 25.07.1934 — 25.09.1979  | Тракторист колхоза имени XX партсъезда Арзгирского района Ставропольского края | 19.04.1967      | сельхоз         | Арзгирский район          | [ ГС 68 ]  |
| 66         | Корнев Иван Михайлович                    | 1928—1969                | Комбайнёр Ессентукской МТС Ставропольского края | 28.04.1951      | сельхоз         | *Воронежская область      | [ ГС 69 ]  |
| 67         | Костюк Александр Михайлович               | род. 1930                | Звеньевой колхоза «Степной» Советского района Ставропольского края | 23.06.1966      | сельхоз         | Степновский район         | [ ГС 70 ]  |
| 68         | Коцарь Григорий Артемьевич                | 17.10.1909 — 1973        | Старший табунщик конного завода № 168 Кисловодского района Ставропольского края | 17.07.1952      | сельхоз         | Предгорный район          | [ ГС 71 ]  |
| 69         | Красников Иван Григорьевич                | 1913—1979                | Старший чабан колхоза «Россия» Апанасенковского района Ставропольского края | 22.03.1966      | сельхоз         | Изобильненский район      | [ ГС 72 ]  |
| 70         | Крикунов Алексей Матвеевич                | 20.03.1915 — 05.08.1997  | Мастер Пятигорского мясокомбината Министерства мясной и молочной промышленности РСФСР, Ставропольский край                                                                                          | 14.06.1966      | пищепром        | Пятигорск                 | [ ГС 73 ]  |
| 71         | Крыжановская Мария Аврамовна              | 1910 — ????              | Звеньевая семеноводческого совхоза «Южный» Министерства совхозов СССР, Ново-Александровский район Ставропольского края                                                                              | 28.02.1949      | сельхоз         | *Краснодарский край       | [ ГС 74 ]  |
| 72         | Кукланова Екатерина Парфирьевна           | род. 17.01.1924          | Управляющая отделением Бургун-Маджарского виноградарского совхоза Министерства пищевой промышленности РСФСР, Левокумский район Ставропольского края                                                 | 26.04.1971      | сельхоз         | *Пензенская область       | [ ГС 75 ]  |
| 73         | Кулешин Василий Николаевич                | 05.03.1931 — 31.03.2011  | Звеньевой механизированного звена опытно-производственного хозяйства «Михайловское» Ставропольского научно-исследовательского института сельского хозяйства, Шпаковский район Ставропольского края  | 08.04.1971      | сельхоз         | Шпаковский район          | [ ГС 76 ]  |
| 74         | Кулишов Иван Гаврилович                   | род. 1932                | Свинарь мясосовхоза «Кумской» Советского района Ставропольского края | 08.04.1971      | сельхоз         | Ставропольский край       |            |
| 75         | Купреев Пётр Яковлевич                    | 21.07.1913 — 08.04.1988  | Комбайнёр Кумской МТС Арзгирского района Ставропольского края | 11.01.1957      | сельхоз         | Арзгирский район          | [ ГС 77 ]  |
| 76         | Куценко Прокофий Поликарпович             | 1903 — ????              | Старший чабан племенного овцеводческого совхоза «Советское руно» Министерства совхозов СССР, Ипатовский район Ставропольского края                                                                  | 22.10.1949      | сельхоз         | Апанасенковский район     | [ ГС 78 ]  |
| 77         | Кучеренко Пелагея Дмитриевна              | 1910 — ????              | Звеньевая виноградарского совхоза «Терек» Министерства пищевой промышленности СССР, Будённовский район Ставропольского края                                                                         | 16.10.1950      | сельхоз         | Ставропольский край       | [ ГС 79 ]  |
| 78         | Лесняк Дмитрий Егорович                   | 10.10.1936 — 07.07.1990  | Механизатор совхоза «Янушевский» Ипатовского района Ставропольского края | 22.02.1978      | сельхоз         | Ипатовский район          | [ ГС 80 ]  |
| 79         | Ливенский Фёдор Сафронович                | 18.11.1916 — 28.12.1951  | Старший чабан племенного овцеводческого совхоза «Советское руно» Министерства совхозов СССР, Ипатовский район Ставропольского края                                                                  | 22.10.1949      | сельхоз         | Апанасенковский район     | [ ГС 81 ]  |
| 80         | Лопырин Анатолий Иванович                 | 20.11.1909 — 08.10.1970  | Заведующий отделом Всесоюзного научно-исследовательского института овцеводства и козоводства, гор. Ставрополь                                                                                       | 08.01.1970      | наука           | *Нижегородская область    | [ ГС 82 ]  |
| 81         | Лунёва (Золотарёва) Мария Ивановна        | 22.12.1923 — 19.05.1993  | Звеньевая виноградарского совхоза «Прасковейский» Министерства пищевой промышленности СССР, Будённовский район Ставропольского края                                                                 | 16.10.1950      | сельхоз         | Будённовский район        | [ ГС 83 ]  |
| 82         | Луценко Семён Васильевич                  | 12.04.1911 — 07.07.1973  | Председатель колхоза «Пролетарская воля» Пятигорского района Ставропольского края | 11.01.1957      | сельхоз         | Пятигорск                 | [ ГС 84 ]  |
| 83         | Лыскин Николай Фадеевич                   | 03.05.1906 — 19.09.1989  | Председатель колхоза «Россия» Ново-Александровского района Ставропольского края | 11.01.1957      | сельхоз         | *Саратовская область      | [ ГС 85 ]  |
| 84         | Малашенко Иван Никитович                  | 27.01.1926 — 1986        | Старший чабан колхоза имени Сталина Кочубеевского района Ставропольского края | 25.12.1959      | сельхоз         | Кочубеевский район        | [ ГС 86 ]  |
| 85         | Малашихина Татьяна Фёдоровна              | 1932 — 22.05.1980        | Доярка колхоза «Пролетарская воля» Предгорного района Ставропольского края | 06.09.1973      | сельхоз         | *Армения                  | [ ГС 87 ]  |
| 86         | Мальцев Василий Иванович                  | 1918—1967                | Комбайнёр Константиновской МТС Министерства хлопководства СССР, Петровский район Ставропольского края                                                                                               | 30.07.1952      | сельхоз         | Петровский район          | [ ГС 88 ]  |
| 87         | Марков Фёдор Константинович               | 1917—2001                | Комбайнёр Константиновской МТС Министерства хлопководства СССР, Петровский район Ставропольского края                                                                                               | 30.07.1952      | сельхоз         | *Запорожская область      | [ ГС 89 ]  |
| 88         | Масный Стефан Александрович               | 11.07.1916 — 23.08.1989  | Бригадир каменщиков передвижной механизированной колонны № 45 краевого управления «Ставропольсельстрой» Министерства сельского строительства РСФСР, Ставропольский край                             | 07.05.1971      | строительство   | Апанасенковский район     | [ ГС 90 ]  |
| 89         | Матлахов Алексей Власович                 | 10.12.1904 — 22.11.1987  | Старший чабан племенного овцеводческого совхоза «Советское руно» Министерства совхозов СССР, Ипатовский район Ставропольского края                                                                  | 30.12.1950      | сельхоз         | Апанасенковский район     | [ ГС 91 ]  |
| 90         | Матющенко Игнат Тимофеевич                | 17.12.1913 — 29.06.1991  | Управляющий строительно-монтажным трестом «Ставропольхимстрой» Министерства промышленного строительства СССР, гор. Ставрополь                                                                       | 05.04.1971      | строительство   | *Харьковская область      | [ ГС 92 ]  |
| 91         | Маяцкий Константин Николаевич             | 1892 — ????              | Заведующий фермой колхоза имени Будённого Апанасенковского района Ставропольского края | 05.08.1948      | сельхоз         | Ставропольский край       | [ ГС 93 ]  |
| 92         | Медков Николай Михайлович                 | 1923 — ????              | Комбайнёр Политотдельской МТС Министерства хлопководства СССР, Ставропольский край | 29.05.1952      | сельхоз         | Ставропольский край       |            |
| 93         | Мелешко Олег Михайлович                   | 15.03.1935 — 02.08.2019  | Председатель колхоза «Орловский» Кировского района Ставропольского края | 23.08.1990      | сельхоз         | Левокумский район         | [ ГС 94 ]  |
| 94         | Меркулов Николай Константинович           | 1894 — ????              | Бригадир виноградарского совхоза «Терек» Министерства пищевой промышленности СССР, Будённовский район Ставропольского края                                                                          | 16.10.1950      | сельхоз         | Будённовский район        | [ ГС 95 ]  |
| 95         | Михайличенко Андрей Петрович              | 1900—1981                | Старший чабан колхоза имени Будённого Апанасенковского района Ставропольского края | 02.10.1950      | сельхоз         | *Калмыкия                 | [ ГС 96 ]  |
| 96         | Молчанов Дмитрий Яковлевич                | 04.10.1929 — 03.05.2009  | Старший чабан совхоза «Айгурский» Апанасенковского района Ставропольского края | 08.04.1971      | сельхоз         | *Калмыкия                 | [ ГС 97 ]  |
| 97         | Мороз Василий Андреевич                   | 12.10.1937 — 11.01.2019  | Главный зоотехник колхоза-племзавода имени Ленина Апанасенковского района Ставропольского края | 22.06.1983      | сельхоз         | *Дагестан                 | [ ГС 98 ]  |
| 98         | Мочалов Николай Михайлович                | 18.03.1937 — 01.12.2016  | Заведующий производственным участком колхоза «Комсомолец» Александровского района Ставропольского края                                                                                              | 08.04.1971      | сельхоз         | Петровский район          | [ ГС 99 ]  |
| 99         | Мураховский Всеволод Серафимович          | 20.10.1926 — 12.01.2017  | Первый секретарь Ставропольского крайкома КПСС | 12.03.1982      | госуправление   | *Луганская область        | [ ГС 100 ] |
| 100        | Нагорный Иван Михайлович                  | 1927—1985                | Звеньевой механизированного звена колхоза имени Чапаева Кочубеевского района Ставропольского края                                                                                                   | 31.12.1965      | сельхоз         | Кочубеевский район        | [ ГС 101 ] |
| 101        | Низяев Вячеслав Михайлович                | 17.03.1912 — 24.08.1981  | Главный инженер Невинномысского химического комбината Министерства химической промышленности СССР, Ставропольский край                                                                              | 20.04.1971      | химпром         | *Брянская область         | [ ГС 102 ] |
| 102        | Панарина Акулина Васильевна               | 09.06.1915 — 03.03.2003  | Доярка колхоза «Дружба» Новоалександровского района Ставропольского края | 22.03.1966      | сельхоз         | *Курская область          | [ ГС 103 ] |
| 103        | Песчанский Владимир Дмитриевич            | род. 1940                | Старший чабан госплемзавода «Восток» Степновского района Ставропольского края | 01.02.1980      | сельхоз         | Степновский район         | [ ГС 104 ] |
| 104        | Пивень Дмитрий Степанович                 | 26.10.1914 — 22.08.1988  | Директор племптицесовхоза «Ясная Поляна» Предгорного района Ставропольского края | 22.03.1966      | сельхоз         | *Черкасская область       | [ ГС 105 ] |
| 105        | Пинчуков Егор Васильевич                  | 06.05.1928 — 21.01.1982  | Старший чабан колхоза имени Ленина Изобильненского района Ставропольского края | 22.03.1966      | сельхоз         | Труновский район          | [ ГС 106 ] |
| 106        | Плотников Андрей Кузьмич                  | 1906 — 03.1991           | Старший чабан совхоза «Ленинский» Благодарненского района Ставропольского края | 22.03.1966      | сельхоз         | *Воронежская область      | [ ГС 107 ] |
| 107        | Позднякова Мария Николаевна               | 26.10.1925 — 22.10.2005  | Доярка совхоза «Балтийский рабочий» Курского района Ставропольского края | 22.03.1966      | сельхоз         | Нефтекумский район        | [ ГС 108 ] |
| 108        | Полющенко Василий Николаевич              | 27.02. 1922 — 26.09.1986 | Буровой мастер Прикумского управления буровых работ объединения «Ставропольнефтегаз» Министерства нефтяной промышленности СССР, Ставропольский край                                                 | 30.03.1971      | нефтепром       | *Астраханская область     | [ ГС 109 ] |
| 109        | Попов Лавр Валентинович                   | 28.08.1919 — 14.04.1995  | Председатель колхоза «Победа» Петровского района Ставропольского края | 22.02.1978      | сельхоз         | *Волгоградская область    | [ ГС 110 ] |
| 110        | Портянко Мария Ивановна                   | 1916 — 11.06.2001        | Звеньевая Бургун-Маджарского виноградарского совхоза Министерства пищевой промышленности СССР, Левокумский район Ставропольского края                                                               | 05.10.1949      | сельхоз         | *Черниговская область     | [ ГС 111 ] |
| 111        | Постников Виктор Иванович                 | 08.09.1924 — 12.02.1997  | Генеральный директор бройлерного объединения «Ставропольское», гор. Ставрополь | 29.08.1986      | сельхоз         | Александровский район     | [ ГС 112 ] |
| 111.000003 | Прудников Фёдор Михайлович                | 11.01.1899 — 14.02.1987  | Скотник мясного совхоза № 4 Министерства совхозов СССР, Приютненский район Ставропольского края | 22.10.1949      | сельхоз         | *Смоленская область       | [ ГС 113 ] |
| 112        | Раков Михаил Андреевич                    | 1911 — ????              | Старший чабан племовцесовхоза «Восток» Советского района Ставропольского края | 22.03.1966      | сельхоз         | Туркменский район         | [ ГС 114 ] |
| 112.000004 | Реус Николай Иосифович                    | 1890 — 08.03.1969        | Скотник мясного совхоза № 107 Министерства совхозов СССР, Приютненский район Ставропольского края                                                                                                   | 27.07.1948      | сельхоз         | *Калмыкия                 | [ ГС 115 ] |
| 113        | Ротто Иван Дмитриевич                     | 17.10.1924 — 05.06.2013  | Бригадир садоводческой бригады колхоза имени Ленина Предгорного района Ставропольского края | 08.04.1971      | сельхоз         | *Донецкая область         | [ ГС 116 ] |
| 114        | Рубачёв Алексей Иванович                  | 10.02.1926 — ????        | Старший чабан совхоза «Янкульский» Александровского района Ставропольского края | 22.03.1966      | сельхоз         | Петровский район          | [ ГС 117 ] |
| 115        | Рудаков Иван Иванович                     | 1923 — 04.04.2002        | Старший чабан опытного хозяйства «Темнолесское» Всесоюзного научно-исследовательского института овцеводства и козоводства, Шпаковский район Ставропольского края                                    | 23.12.1976      | сельхоз         | *Сумская область          | [ ГС 118 ] |
| 116        | Руденко Василий Стефанович                | 24.08.1924 — ????        | Старший чабан племовцесовхоза «Ипатовский» Ипатовского района Ставропольского края | 22.03.1966      | сельхоз         | Апанасенковский район     | [ ГС 119 ] |
| 117        | Рыбалко Фёдор Петрович                    | 06.01.1935 — 16.06.1982  | Старший чабан госплемовцезавода «Ипатовский» Ипатовского района Ставропольского края | 10.03.1976      | сельхоз         | Ипатовский район          | [ ГС 120 ] |
| 118        | Сапронов Фёдор Иванович                   | 1908—1985                | Старший чабан колхоза «Правда» Петровского района Ставропольского края | 22.03.1966      | сельхоз         | Петровский район          | [ ГС 121 ] |
| 119        | Свинарёва Вера Андреевна                  | 1902 — ????              | Звеньевая виноградарского совхоза «Суворовский» Министерства пищевой промышленности СССР, Минераловодский район Ставропольского края                                                                | 05.10.1949      | сельхоз         | Ставропольский край       | [ ГС 122 ] |
| 120        | Свистула Павел Иванович                   | род. 29.06.1923          | Заведующий овцетоварной фермой колхоза «Красный Октябрь» Арзгирского района Ставропольского края | 08.04.1971      | сельхоз         | Арзгирский район          | [ ГС 123 ] |
| 121        | Селивёрстова Евдокия Петровна             | 02.03.1927 — 07.10.2012  | Главный агроном совхоза «Темижбекский» Новоалександровского района Ставропольского края | 07.12.1973      | сельхоз         | *Смоленская область       | [ ГС 124 ] |
| 122        | Семёнов Гавриил Васильевич                | 22.06.1922 — 10.06.2018  | Звеньевой механизированного звена колхоза имени Калинина Курского района Ставропольского края | 08.04.1971      | сельхоз         | Курский район             | [ ГС 125 ] |
| 123        | Сергиенко Мария Никифоровна               | 1910—1995                | Звеньевая виноградарского совхоза «Суворовский» Министерства пищевой промышленности СССР, Минераловодский район Ставропольского края                                                                | 05.10.1949      | сельхоз         | Предгорный район          | [ ГС 126 ] |
| 124        | Сивцев Николай Андреевич                  | 20.12.1933 — 01.02.1998  | Старший чабан госплемзавода «Большевик» Ипатовского района Ставропольского края | 13.03.1981      | сельхоз         | Ипатовский район          | [ ГС 127 ] |
| 125        | Симоненко Андрей Иванович                 | 1904—1974                | Старший чабан совхоза «Арзгирский» Арзгирского района Ставропольского края | 22.03.1966      | сельхоз         | Левокумский район         | [ ГС 128 ] |
| 126        | Сирикин Иван Фёдорович                    | 28.08.1923 — 25.06.1994  | Буровой мастер Новогрозненской конторы бурения Ставропольского нефтепромыслового управления Ставропольского совнархоза, Ачикулакский район                                                          | 19.03.1959      | нефтепром       | *Чечня                    | [ ГС 129 ] |
| 127        | Скороходова Варвара Ильинична             | 18.04.1924 — 04.03.2003  | Заведующая отделением центральной районной больницы Петровского района Ставропольского края | 04.02.1969      | здравоохранение | Ставропольский край       | [ ГС 130 ] |
| 128        | Снеговой Вениамин Власович                | 27.09.1903 — 13.07.1988  | Главный зоотехник племовцезавода «Советское руно» Ипатовского района Ставропольского края | 22.03.1966      | сельхоз         | *Николаевская область     | [ ГС 131 ] |
| 129        | Солодовников Андрей Петрович              | 20.10.1923 — 20.04.1995  | Тракторист семеноводческого совхоза «Южный» Министерства совхозов СССР, Ипатовский район Ставропольского края                                                                                       | 02.09.1949      | сельхоз         | Ипатовский район          | [ ГС 132 ] |
| 130        | Стороженко Николай Михайлович             | 1914 — ????              | Комбайнёр Суворовской МТС Предгорного района Ставропольского края | 11.08.1951      | сельхоз         | Предгорный район          | [ ГС 133 ] |
| 131        | Таранов Ефрем Стефанович                  | 1911—1974                | Комбайнёр Камбулатской МТС Туркменского района Ставропольского края | 31.08.1953      | сельхоз         | *Кировская область        | [ ГС 134 ] |
| 132        | Титаренко Владимир Фёдорович              | 03.09.1930 — 16.09.1998  | Старший чабан колхоза «Победа» Петровского района Ставропольского края | 08.04.1971      | сельхоз         | Петровский район          | [ ГС 135 ] |
| 133        | Ткачёв Иван Герасимович                   | 16.05.1916 — 27.06.1988  | Старший табунщик колхоза «2 пятилетка» Ипатовского района Ставропольского края | 13.07.1949      | сельхоз         | Ипатовский район          | [ ГС 136 ] |
| 134        | Толстой Иван Антонович                    | 1932—1997                | Первый секретарь Петровского райкома КПСС, Ставропольский край | 06.06.1984      | госуправление   | Туркменский район         | [ ГС 137 ] |
| 135        | Топчиев Гавриил Игнатьевич                | 27.03.1927 — 20.04.1998  | Механизатор совхоза «Туркменский» Туркменского района Ставропольского края | 22.02.1978      | сельхоз         | Туркменский район         | [ ГС 138 ] |
| 136        | Тороп (Богданова) Александра Акимовна     | 19.04.1925 — 03.03.1987  | Звеньевая колхоза имени Максима Горького Ессентукского района Ставропольского края | 30.01.1948      | сельхоз         | Ставропольский край       | [ ГС 139 ] |
| 137        | Торопцев Юрий Лаврентьевич                | 25.03.1925 — 27.12.2020  | Бригадир слесарей-турбинистов Невинномысского участка треста «Кавказэнергомонтаж» Министерства энергетики и электрификации СССР, Ставропольский край                                                | 20.04.1971      | энергетика      | *Кемеровская область      | [ ГС 140 ] |
| 138        | Третьяк (Птицина) Раиса Михайловна        | 20.01.1926 — 17.11.2001  | Бригадир комплексной бригады стройучастка № 3 треста «Ставропольхимстрой» Ставропольского совнархоза                                                                                                | 07.03.1960      | строительство   | *Краснодарский край       | [ ГС 141 ] |
| 139        | Третьякова Мария Николаевна               | 1912—1992                | Мастер Ставропольского управления строительства и ремонта автомобильных дорог Министерства автомобильного транспорта и шоссейных дорог РСФСР                                                        | 05.10.1966      | автодор         | *Самарская область        | [ ГС 142 ] |
| 140        | Трещёва Елена Фёдоровна                   | 1919 — ????              | Звеньевая виноградарского совхоза «Терек» Министерства пищевой промышленности СССР, Будённовский район Ставропольского края                                                                         | 16.10.1950      | сельхоз         | Новоселицкий район        | [ ГС 143 ] |
| 141        | Трифонов Василий Алексеевич               | 1926 — 19.01.1999        | Бригадир колхоза имени XX съезда КПСС Кировского района Ставропольского края | 07.12.1973      | сельхоз         | *Вологодская область      | [ ГС 144 ] |
| 142        | Трубицин Илья Александрович               | 26.07.1920 — 03.02.1980  | Управляющий отделением опытного хозяйства «Михайловское» Ставропольского научно-исследовательского института сельского хозяйства, Шпаковский район Ставропольского края                             | 23.06.1966      | сельхоз         | Будённовский район        | [ ГС 145 ] |
| 143        | Тупольский Прокофий Яковлевич             | 20.06.1927 — 14.12.1997  | Чабан племзавода «Советское руно» Ипатовского района Ставропольского края | 06.09.1973      | сельхоз         | Апанасенковский район     | [ ГС 146 ] |
| 144        | Ульяник Мария Ивановна                    | 03.08.1931 — 06.03.2015  | Доярка совхоза «Пролетарская воля» Предгорного района Ставропольского края | 22.03.1966      | сельхоз         | Новоселицкий район        | [ ГС 147 ] |
| 145        | Усанов Иван Алексеевич                    | 12.11.1912 — 26.10.1994  | Председатель колхоза имени XXII съезда КПСС Советского района Ставропольского края | 30.04.1966      | сельхоз         | *Северная Осетия          | [ ГС 148 ] |
| 146        | Федосеев Сергей Петрович                  | 06.09.1905 — 15.10.1983  | Управляющий трестом «Севкавдорстрой» Министерства транспортного строительства СССР, Ставропольский край                                                                                             | 07.05.1971      | строительство   | *Свердловская область     | [ ГС 149 ] |
| 147        | Фисенко Василий Васильевич                | 1935 — 22.02.1997        | Старший чабан колхоза «Путь к коммунизму» Апанасенковского района Ставропольского края | 01.02.1980      | сельхоз         | Апанасенковский район     | [ ГС 150 ] |
| 148        | Фомин Михаил Герасимович                  | 1886—1955                | Старший чабан племенного овцеводческого совхоза имени Сталина Министерства совхозов СССР, Степновский район Ставропольского края                                                                    | 22.10.1949      | сельхоз         | *Белгородская область     | [ ГС 151 ] |
| 149        | Фомичёв Василий Афанасьевич               | 27.07.1921 — 07.06.1997  | Комбайнёр Кевсалинской МТС Ипатовского района Ставропольского края | 14.06.1952      | сельхоз         | Ипатовский район          | [ ГС 152 ] |
| 150        | Харечко Григорий Тихонович                | 1908 — ????              | Старший чабан племовцезавода «Большевик» Ипатовского района Ставропольского края | 22.03.1966      | сельхоз         | Ставропольский край       | [ ГС 153 ] |
| 151        | Харечко Дмитрий Тихонович                 | 1914 — ????              | Старший чабан племенного овцеводческого совхоза «Большевик» Министерства совхозов СССР, Ипатовский район Ставропольского края                                                                       | 22.10.1949      | сельхоз         | Ставропольский край       | [ ГС 154 ] |
| 152        | Харсеев Михаил Илларионович               | 1931—1993                | Буровой мастер конторы разведочного бурения № 6 треста «Ставропольбурнефть» объединения «Ставропольнефтегаз» Министерства нефтедобывающей промышленности СССР, Ставропольский край                  | 23.05.1966      | нефтепром       | Нефтекумский район        | [ ГС 155 ] |
| 153        | Хусейнов Муса Арифулаевич                 | 08.03.1930 — 28.01.2006  | Бригадир комплексной бригады строительно-монтажного управления № 2 треста «Ставропольнефтегазстрой» Министерства газовой промышленности СССР, Ставропольский край                                   | 01.07.1966      | сельхоз         | Нефтекумский район        | [ ГС 156 ] |
| 154        | Чемеричко Сергей Алексеевич               | 31.03.1891 — 03.06.1971  | Управляющий отделением совхоза имени Карла Маркса Министерства пищевой промышленности СССР, Суворовский район Ставропольского края                                                                  | 01.11.1951      | сельхоз         | *Краснодарский край       | [ ГС 157 ] |
| 155        | Черниговский Дмитрий Иванович             | 1913 — ????              | Управляющий фермой племенного овцеводческого совхоза «Советское руно» Министерства совхозов СССР, Ипатовский район Ставропольского края                                                             | 22.10.1949      | сельхоз         | Петровский район          | [ ГС 158 ] |
| 156        | Чиграй Зинаида Тимофеевна                 | 1907—1983                | Звеньевая виноградарского совхоза «Суворовский» Министерства пищевой промышленности СССР, Минераловодский район Ставропольского края                                                                | 05.10.1949      | сельхоз         | *Грузия                   | [ ГС 159 ] |
| 157        | Чумак Григорий Иванович                   | 1916—1979                | Комбайнёр Советской МТС Ставропольского края | 16.05.1949      | сельхоз         | Ставропольский край       | [ ГС 160 ] |
| 158        | Чупрынин Александр Андреевич              | 20.04.1920 — 27.08.1972  | Бригадир колхоза имени Ленина Предгорного района Ставропольского края | 30.04.1966      | сельхоз         | Пятигорск                 | [ ГС 161 ] |
| 159        | Чухно Андрей Васильевич                   | 25.09.1904 — 15.07.1984  | Председатель колхоза «Коммунистический маяк» Аполлонского района Ставропольского края | 11.01.1957      | сельхоз         | Кировский район           | [ ГС 162 ] |
| 160        | Шапедько Александр Павлович               | 06.09.1932 — 30.10.2017  | Бригадир комплексной бригады строительно-монтажного управления № 19 треста «Пятигорскстрой» Министерства промышленного строительства СССР, Ставропольский край                                      | 19.03.1981      | строительство   | *Брянская область         | [ ГС 163 ] |
| 161        | Шафоростов Павел Васильевич               | 1913—1978                | Старший табунщик колхоза имени Будённого Апанасенковского района Ставропольского края | 05.08.1948      | сельхоз         | *Калмыкия                 | [ ГС 164 ] |
| 162        | Шевченко Александр Митрофанович           | 15.05.1926 — 08.06.2006  | Бригадир монтажников Невинномысского строительно-монтажного управления № 1 треста «Ставропольхимстрой» Министерства химической промышленности СССР, Ставропольский край                             | 11.08.1966      | строительство   | Александровский район     | [ ГС 165 ] |
| 163        | Шевченко Яков Григорьевич                 | 12.11.1913 — 1984        | Старший чабан совхоза «Айгурский» Апанасенковского района Ставропольского края | 22.03.1966      | сельхоз         | Апанасенковский район     | [ ГС 166 ] |
| 164        | Шепелев Николай Иванович                  | 31.08.1922 — 14.11.1989  | Бригадир совхоза «Междуреченский» Кочубеевского района Ставропольского края | 30.04.1966      | сельхоз         | *Курская область          | [ ГС 167 ] |
| 165        | Шикунов Михаил Иванович                   | 18.04.1935 — 24.11.2003  | Председатель колхоза-племзавода имени Чапаева Кочубеевского района Ставропольского края | 23.08.1990      | сельхоз         | Кочубеевский район        | [ ГС 168 ] |
| 166        | Шумский Александр Алексеевич              | 15.03.1938 — 10.11.2020  | Председатель колхоза «Казьминский» Кочубеевского района Ставропольского края | 13.03.1981      | сельхоз         | Кочубеевский район        | [ ГС 169 ] |
| 167        | Шутко Иван Петрович                       | 1923—2006                | Комбайнёр Петровской МТС Министерства хлопководства СССР, Ставропольский край | 03.05.1952      | сельхоз         | Петровский район          | [ ГС 170 ] |
| 168        | Юнусов Али Юнусович                       | 14.10.1936 — 01.10.1987  | Старший чабан совхоза «Турксад» Левокумского района Ставропольского края | 05.12.1985      | сельхоз         | *Дагестан                 | [ ГС 171 ] |
| 169        | Юрин Георгий Андреевич                    | 1915 — 14.12.1971        | Бригадир тракторной бригады Ессентукской МТС Ессентукского района Ставропольского края | 30.01.1948      | сельхоз         | Благодарненский район     | [ ГС 172 ] |
| 170        | Яготинцев Николай Иванович                | 22.12.1936 — 12.07.2001  | Бригадир монтажников строительно-монтажного управления № 2 строительно-монтажного треста «Ставропольхимстрой» Министерства промышленного строительства СССР, гор. Невинномысск Ставропольского края | 24.04.1981      | строительство   | Невинномысский район      | [ ГС 173 ] |

## Уроженцы Ставропольского края, удостоенные звания Героя Социалистического Труда в других регионах СССР
| № | Фамилия, имя, отчество   | Даты жизни              | Деятельность                                                         | Дата присвоения       | Отрасль            | Место рождения   | ГС       |
| - | ------------------------ | ----------------------- | -------------------------------------------------------------------- | --------------------- | ------------------ | ---------------- | -------- |
| 1 | Клепиков Михаил Иванович | 27.04.1927 — 23.03.1999 | Бригадир колхоза «Кубань» Усть-Лабинского района Краснодарского края | 31.12.1965 05.06.1986 | сельское хозяйство | Шпаковский район | [ ГС 1 ] |

| №  | Фамилия, имя, отчество              | Даты жизни              | Деятельность | Дата присвоения | Отрасль         | Место рождения            | ГС        |
| -- | ----------------------------------- | ----------------------- | --- | --------------- | --------------- | ------------------------- | --------- |
| 1  | Азарной Фёдор Иванович              | 10.10.1916 — 21.01.1984 | Бригадир виноградарского совхоза имени Молотова Министерства промышленности продовольственных товаров СССР, Анапский район Краснодарского края                                           | 26.02.1955      | сельхоз         | Предгорный район          | [ ГС 2 ]  |
| 2  | Анашкин Борис Алексеевич            | 22.07.1918 — 04.04.1996 | Директор совхоза «Мирный» Темрюкского района Краснодарского края | 30.04.1966      | сельхоз         | Предгорный район          | [ ГС 3 ]  |
| 3  | Андропов Юрий Владимирович          | 15.06.1914 — 09.02.1984 | Член Политбюро ЦК КПСС, Председатель Комитета государственной безопасности при Совете Министров СССР, гор. Москва                                                                        | 14.06.1974      | госуправление   | Андроповский район        | [ ГС 4 ]  |
| 4  | Антонец Фёдор Игнатьевич            | 1906 — 28.06.1986       | Директор Гиагинской МТС Адыгейской автономной области | 06.05.1948      | сельхоз         | Курсавский район          | [ ГС 5 ]  |
| 5  | Безуглов Василий Тихонович          | 1908 — 17.12.1972       | Начальник Крымской дистанции пути Северо-Кавказской железной дороги | 05.11.1943      | транспорт       | Георгиевский район        | [ ГС 6 ]  |
| 6  | Бондаревский Иван Тихонович         | 15.04.1912 — 12.03.1982 | Старший скотник конного завода № 163 Зимовниковского района Ростовской области | 22.03.1966      | сельхоз         | Апанасенковский район     | [ ГС 7 ]  |
| 7  | Бородуля Михаил Иванович            | 05.11.1913 — 09.06.1990 | Бригадир тракторной бригады Гиагинской МТС Адыгейской автономной области | 24.02.1948      | сельхоз         | Благодарненский район     | [ ГС 8 ]  |
| 8  | Братков Валентин Николаевич         | 04.05.1937 — 26.01.2010 | Бригадир монтажников монтажно-строительного управления № 90 Министерства среднего машиностроения СССР, гор. Сосновый Бор, Ленинградская область                                          | 18.03.1982      | атомпром        | Кочубеевский район        | [ ГС 9 ]  |
| 9  | Васильев Андрей Ефремович           | 1907 — 23.01.1975       | Буровой мастер конторы бурения треста буровых работ № 2 Куйбышевского совнархоза | 19.03.1959      | нефтепром       | Новоселицкий район        | [ ГС 10 ] |
| 10 | Ватутин Иван Павлович               | 1902—1974               | Бригадир тракторной бригады Кугалинской МТС Гвардейского района Талды-Курганской области                                                                                                 | 28.03.1948      | сельхоз         | Труновский район          | [ ГС 11 ] |
| 11 | Велегурин Дмитрий Алексеевич        | 1931—1973               | Старший чабан совхоза «Комсомолец» Городовиковского района Калмыцкой АССР | 22.03.1966      | сельхоз         | Красногвардейский район   | [ ГС 12 ] |
| 12 | Витковский Александр Константинович | 23.08.1923 — 24.02.1994 | Командир авиационного отряда Главного управления Гражданского воздушного флота при Совете Министров СССР, гор. Москва                                                                    | 16.04.1963      | транспорт       | Будённовский район        | [ ГС 13 ] |
| 13 | Воротников Семён Павлович           | 1896 — ????             | Председатель колхоза «Заря Востока», гор. Талды-Курган | 28.03.1948      | сельхоз         | Ипатовский район          | [ ГС 14 ] |
| 14 | Гавриленко Ольга Владимировна       | 13.03.1926 — 02.04.2006 | Птичница совхоза «Светлый путь» Первомайского района Алтайского края | 22.03.1966      | сельхоз         | Ипатовский район          | [ ГС 15 ] |
| 15 | Галкин Павел Николаевич             | 28.06.1932 — 18.09.2014 | Генеральный директор Запорожского титано-магниевого комбината имени 60-летия Великой Октябрьской социалистической революции Министерства цветной металлургии СССР                        | 19.02.1986      | металлургия     | Кисловодск                | [ ГС 16 ] |
| 16 | Гейдек Эдуард Александрович         | 10.03.1930 — 07.04.2009 | Генеральный директор производственного объединения «Сибприбормаш» Министерства машиностроения СССР, гор. Бийск Алтайского края                                                           | 07.08.1986      | оборонпром      | Изобильненский район      | [ ГС 17 ] |
| 17 | Герюшенко Иван Васильевич           | 20.08.1929 — 10.07.1986 | Старший чабан колхоза «Победа» Яшалтинского района Калмыцкой АССР | 06.09.1973      | сельхоз         | Ипатовский район          | [ ГС 18 ] |
| 18 | Даниленко Иван Илларионович         | 23.04.1906 — 08.05.1985 | Директор совхоза «Аркалдинский» Урджарского района Семипалатинской области | 22.03.1966      | сельхоз         | Благодарненский район     | [ ГС 19 ] |
| 19 | Данилов Алексей Николаевич          | 21.02.1925 — 29.08.2018 | Электросварщик Харьковского завода торгового оборудования Министерства общего машиностроения СССР                                                                                        | 26.04.1971      | машиностроение  | Шпаковский район          | [ ГС 20 ] |
| 20 | Дегтярёв Владимир Иванович          | 19.08.1920 — 16.10.1993 | Управляющий трестом «Чистяковантрацит» Министерства угольной промышленности Украинской ССР, Сталинская область                                                                           | 26.04.1957      | углепром        | Ставрополь                | [ ГС 21 ] |
| 21 | Дедик Антон Самойлович              | 15.12.1896 — 06.02.1969 | Старший чабан ордена Ленина конного завода № 158, Сальский район Ростовской области | 26.07.1949      | сельхоз         | Апанасенковский район     | [ ГС 22 ] |
| 22 | Дерябин Михаил Иванович             | 1909 — ????             | Председатель Волчанского райисполкома, Харьковская область | 07.05.1948      | госуправление   |                           |           |
| 23 | Долот Андрей Фомич                  | 1898—1977               | Скотник мясного совхоза № 107 Министерства совхозов СССР, Приютненский район Ставропольского края                                                                                        | 27.07.1948      | сельхоз         | Апанасенковский район     | [ ГС 23 ] |
| 24 | Дядькова Наталия Васильевна         | 24.08.1913 — ????       | Звеньевая колхоза «14-я годовщина Октябрьской революции» Ярославского района Краснодарского края                                                                                         | 06.05.1948      | сельхоз         | Труновский район          | [ ГС 24 ] |
| 25 | Жданов Андрей Иванович              | 06.11.1904 — 23.02.1979 | Старший чабан ордена Ленина конного завода № 158, Сальский район Ростовской области | 26.07.1949      | сельхоз         | Апанасенковский район     | [ ГС 25 ] |
| 26 | Заикин Пётр Романович               | род. 1936               | Тракторист колхоза «Большевик» Ленинского района Актюбинской области | 19.04.1967      | сельхоз         | Петровский район          | [ ГС 26 ] |
| 27 | Звягинцев Анатолий Петрович         | 1939—1999               | Тракторист совхоза «Армавирский» Кургальджинского района Целиноградской области | 08.04.1971      | сельхоз         | Новоалександровский район | [ ГС 27 ] |
| 28 | Зубков Иван Георгиевич              | 26.07.1904 — 28.06.1944 | Начальник Управления военно-восстановительных работ Ленинградского фронта, специалист в области транспортного строительства                                                              | 05.11.1943      | транспорт       | Ессентуки                 | [ ГС 28 ] |
| 29 | Иващенко Николай Григорьевич        | 1928—1999               | Горнорабочий очистного забоя шахты «Донецкая» комбината «Краснодонуголь» Министерства угольной промышленности Украинской ССР, Ворошиловградская область                                  | 30.03.1971      | углепром        | Кочубеевский район        | [ ГС 29 ] |
| 30 | Игнатенко Евгения Васильевна        | 08.03.1913 — 17.07.1991 | Бригадир слесарей-сборщиков Львовского приборостроительного завода Львовского совнархоза                                                                                                 | 07.03.1960      | приборостроение | Апанасенковский район     | [ ГС 30 ] |
| 31 | Ишков Александр Акимович            | 29.08.1905 — 01.06.1988 | Министр рыбного хозяйства СССР, гор. Москва | 28.08.1975      | рыбхоз          | Ставрополь                | [ ГС 31 ] |
| 32 | Кабаненко Лидия Ивановна            | род. 20.05.1935         | Доярка государственного племенного завода «Урупский» Отрадненского района Краснодарского края                                                                                            | 08.04.1971      | сельхоз         | Невинномысский район      | [ ГС 32 ] |
| 33 | Кабанец Дмитрий Фёдорович           | 05.12.1917 — 18.01.1982 | Комбайнёр Лабинской МТС Краснодарского края | 25.04.1951      | сельхоз         | Красногвардейский район   | [ ГС 33 ] |
| 34 | Кобышев Фёдор Кириллович            | 16.04.1929 — 30.11.2007 | Буровой мастер Песчано-Умётской конторы бурения Саратовского совнархоза | 19.03.1959      | нефтепром       | Петровский район          | [ ГС 34 ] |
| 35 | Ковалёва Галина Андреевна           | 1903 — ????             | Свинарка колхоза «Ударник» Белореченского района Краснодарского края | 27.07.1948      | сельхоз         |                           |           |
| 36 | Коваленко Иван Семёнович            | 06.07.1927 — 31.07.1978 | Генеральный директор Саранского производственного объединения «Светотехника» Министерства электротехнической промышленности СССР, Мордовская АССР                                        | 10.03.1976      | электропром     | Дивенский район           | [ ГС 35 ] |
| 37 | Колыбельникова Мария Яковлевна      | 1925 — ????             | Рабочая Урекского совхоза Министерства сельского хозяйства СССР, Махарадзевский район Грузинской ССР                                                                                     | 05.07.1949      | сельхоз         |                           | [ ГС 36 ] |
| 38 | Корнев Иван Андреевич               | 08.01.1926 — 19.05.2013 | Чабан колхоза «Россия» Отрадненского района Краснодарского края | 08.04.1971      | сельхоз         | Петровский район          | [ ГС 37 ] |
| 39 | Корнев Пётр Егорович                | 05.02.1922 — 30.01.1989 | Бригадир монтажников треста «Гидромонтаж» Министерства энергетики и электрификации СССР на строительстве Братской ГЭС, Иркутская область                                                 | 23.02.1966      | энергетика      | Новоалександровский район | [ ГС 38 ] |
| 40 | Корсун Степан Макарович             | 03.03.1909 — 05.07.1984 | Старший чабан ордена Ленина конного завода № 158, Сальский район Ростовской области | 26.07.1949      | сельхоз         | Ипатовский район          | [ ГС 39 ] |
| 41 | Кривокора Алексей Михайлович        | 16.10.1927 — 12.08.2004 | Сталевар Златоустовского металлургического завода Министерства чёрной металлургии СССР, Челябинская область                                                                              | 22.03.1966      | металлургия     | Ипатовский район          | [ ГС 40 ] |
| 42 | Кривошеев Василий Михайлович        | 1908 — ????             | Фрезеровщик 4-го Государственного подшипникового завода Министерства автомобильной промышленности СССР, гор. Куйбышев                                                                    | 22.08.1966      | машиностроение  |                           | [ ГС 41 ] |
| 43 | Кузьмин Василий Андреевич           | 1930 — 08.11.2010       | Бригадир проходчиков горных выработок шахты № 40 комбината «Воркутауголь» Министерства угольной промышленности СССР, Коми АССР                                                           | 30.03.1971      | углепром        |                           | [ ГС 42 ] |
| 44 | Ланцова Анна Григорьевна            | 1925 — 30.08.1979       | Звеньевая совхоза «Советская Россия» Аксайского района Ростовской области | 23.12.1976      | сельхоз         | Ипатовский район          | [ ГС 43 ] |
| 45 | Литау Фрида Гавриловна              | 17.04.1923 — 21.11.1977 | Доярка Кокчетавской областной сельскохозяйственной опытной станции | 22.03.1966      | сельхоз         | Будённовский район        | [ ГС 44 ] |
| 46 | Ловянников Николай Алексеевич       | 1925 — 09.04.2001       | Машинист экскаватора специализированного управления № 10 треста «Южгазпроводстрой» Министерства газовой промышленности СССР, гор. Ростов-на-Дону                                         | 01.07.1966      | газпром         | Труновский район          | [ ГС 45 ] |
| 47 | Лукинов Николай Иванович            | 31.10.1928 — 30.03.1993 | Слесарь Машиностроительного завода имени М. В. Хруничева Министерства общего машиностроения СССР, гор. Москва                                                                            | 16.01.1974      | машиностроение  | Кочубеевский район        | [ ГС 46 ] |
| 48 | Магелатов Дмитрий Иванович          | род. 1927               | Бригадир электромонтажников треста «Югпроммонтаж» Министерства среднего машиностроения СССР, Навоийская область                                                                          | 06.01.1970      | атомпром        |                           |           |
| 49 | Малиев Тимофей Иудович              | 1908 — 04.07.1973       | Старший чабан совхоза «Комиссаровский» Дубовского района Ростовской области | 22.03.1966      | сельхоз         | Апанасенковский район     | [ ГС 47 ] |
| 50 | Манаенко Яков Иванович              | 14.10.1912 — 23.08.1990 | Свинарь совхоза «Терек» Моздокского района Северо-Осетинской АССР | 22.03.1966      | сельхоз         | Петровский район          | [ ГС 48 ] |
| 51 | Манякин Сергей Иосифович            | 07.11.1923 — 04.01.2010 | Первый секретарь Омского обкома КПСС | 05.11.1983      | госуправление   | Арзгирский район          | [ ГС 49 ] |
| 52 | Марков Степан Ильич                 | 15.03.1914 — 14.08.1992 | Старший загрузчик шахтных печей Уфалейского никелевого завода Челябинского совнархоза | 09.06.1961      | металлургия     | Изобильненский район      | [ ГС 50 ] |
| 53 | Мацегора Исидор Никифорович         | 1903—1957               | Старший чабан ордена Ленина конного завода № 158, Сальский район Ростовской области | 26.07.1949      | сельхоз         |                           | [ ГС 51 ] |
| 54 | Мешков Пётр Захарович               | 26.10.1910 — 22.12.1961 | Председатель колхоза «Россия» Ейского района Краснодарского края | 31.10.1957      | сельхоз         | Туркменский район         | [ ГС 52 ] |
| 55 | Миллер Иосиф Иванович               | 1927—1994               | Директор совхоза «Карагандинский» Возвышенского района Северо-Казахстанской области | 19.02.1981      | сельхоз         | Будённовский район        | [ ГС 53 ] |
| 56 | Неботов Семён Петрович              | 01.1914 — 1968          | Комбайнёр свеклосовхоза имени Кагановича Министерства пищевой промышленности СССР, Тбилисский район Краснодарского края                                                                  | 05.10.1949      | сельхоз         | Труновский район          | [ ГС 54 ] |
| 57 | Неслуженко Дмитрий Фёдорович        | род. 1935               | Машинист экскаватора передвижной механизированной колонны № 16 Ставропольстроя Министерства мелиорации и водного хозяйства СССР, гор. Карачаевск Карачаево-Черкесской автономной области | 18.02.1975      | мелиоводхоз     | Ипатовский район          | [ ГС 55 ] |
| 58 | Никулин Анатолий Родионович         | 11.07.1912 — 16.03.1983 | Первый секретарь Есильского райкома Компартии Казахстана, Акмолинская область | 11.01.1957      | госуправление   | Ипатовский район          | [ ГС 56 ] |
| 59 | Нымм Калев Михкелевич               | 12.10.1921 — 12.04.1994 | Первый секретарь Пыльваского райкома Компартии Эстонии | 08.04.1971      | госуправление   | Андроповский район        |           |
| 60 | Олейников Николай Григорьевич       | 1937 — 08.2004          | Бригадир проходчиков шахтостроительного управления № 4 комбината «Днепрошахтстрой» Министерства угольной промышленности Украинской ССР, гор. Павлоград Днепропетровской области          | 20.04.1983      | углепром        | Александровский район     | [ ГС 57 ] |
| 61 | Папура Андрей Фёдорович             | 12.12.1907 — 13.11.1977 | Электромеханик Котляревской дистанции сигнализации и связи Орджоникидзевской железной дороги, Кабардино-Балкарская АССР                                                                  | 05.11.1943      | транспорт       | Андроповский район        | [ ГС 58 ] |
| 62 | Парахин Иван Иванович               | 24.12.1925 — 19.03.1979 | Директор учебно-опытного хозяйства «Караваево» Костромского сельскохозяйственного института                                                                                              | 11.12.1973      | сельхоз         | Петровский район          | [ ГС 59 ] |
| 63 | Петровский Борис Васильевич         | 27.06.1908 — 04.05.2004 | Министр здравоохранения СССР, директор Всесоюзного научного центра хирургии Академии медицинских наук СССР, академик Академии наук СССР и Академии медицинских наук СССР, гор. Москва    | 26.06.1968      | здравоохранение | Ессентуки                 | [ ГС 60 ] |
| 64 | Поломанный Максим Васильевич        | 1902 — ????             | Бригадир тракторной бригады Кугалинской МТС Гвардейского района Талды-Курганской области                                                                                                 | 28.03.1948      | сельхоз         | Андроповский район        | [ ГС 61 ] |
| 65 | Попов Яков Александрович            | 18.11.1901 — 09.06.1961 | Бригадир бетонщиков строительно-монтажного управления № 5 треста «Уралалюминстрой» Свердловского совнархоза                                                                              | 09.08.1958      | строительство   | Невинномысск              | [ ГС 62 ] |
| 66 | Потапов Семён Иванович              | 14.11.1908 — 08.11.1972 | Первый секретарь Чадыр-Лунгского райкома Компартии Молдавии | 23.06.1966      | госуправление   | Новоалександровский район | [ ГС 63 ] |
| 67 | Прихотько Антонина Фёдоровна        | 26.04.1906 — 29.09.1995 | Физик, академик Академии наук Украинской ССР, гор. Киев | 03.05.1976      | наука           | Пятигорск                 | [ ГС 64 ] |
| 68 | Сабельников Виктор Максимович       | 07.11.1914 — 13.11.1998 | Директор Центрального научно-исследовательского института точного машиностроения Министерства оборонной промышленности СССР, гор. Климовск Московской области                            | 15.01.1976      | оборонпром      | Минеральные Воды          | [ ГС 65 ] |
| 69 | Семенко Пелагея Максимовна          | 1904 — ????             | Звеньевая семеноводческого совхоза «Кубань» Министерства совхозов СССР, Гулькевичский район Краснодарского края                                                                          | 06.04.1948      | сельхоз         | Кочубеевский район        | [ ГС 66 ] |
| 70 | Семыкин Иван Иванович               | 10.02.1931 — 20.09.1981 | Начальник Северного управления строительства Министерства среднего машиностроения СССР, Ленинградская область                                                                            | 28.02.1975      | атомпром        |                           | [ ГС 67 ] |
| 71 | Сероштан Фёдор Кузьмич              | 1901 — 19.02.1954       | Председатель колхоза имени Сталина района имени 28 гвардейцев Талды-Курганской области                                                                                                   | 28.03.1948      | сельхоз         | Александровский район     | [ ГС 68 ] |
| 72 | Скрипникова Нина Васильевна         | 01.04.1919 — 04.01.2002 | Звеньевая племенного свиноводческого совхоза «Венцы Заря» Министерства совхозов СССР, Гулькевичский район Краснодарского края                                                            | 06.04.1948      | сельхоз         | Предгорный район          | [ ГС 69 ] |
| 73 | Соколов Тарас Николаевич            | 17.04.1911 — 15.09.1979 | Главный конструктор Опытного конструкторского бюро при Ленинградском политехническом институте имени М. И. Калинина Министерства высшего и среднего специального образования РСФСР       | 06.11.1970      | оборонпром      | Грачёвский район          | [ ГС 70 ] |
| 74 | Степаненко Иван Ефимович            | 1913 — ????             | Комбайнёр Усть-Лабинской МТС Краснодарского края | 27.02.1951      | сельхоз         | Красногвардейский район   | [ ГС 71 ] |
| 75 | Сурженко Василий Тимофеевич         | 08.02.1928 — ????       | Тракторист конного завода имени Будённого Сальского района Ростовской области | 11.01.1957      | сельхоз         | Апанасенковский район     | [ ГС 72 ] |
| 76 | Ткачёв Василий Иванович             | 1912—1993               | Бригадир колхоза имени Ленина Милютинского района Ростовской области | 23.06.1966      | сельхоз         | Георгиевский район        | [ ГС 73 ] |
| 77 | Тутиков Григорий Яковлевич          | 1907 — 30.01.1971       | Директор Бауманского совхоза Атбасарского района Акмолинской области | 11.01.1957      | сельхоз         | Грачёвский район          | [ ГС 74 ] |
| 78 | Уманский Никита Фёдорович           | 02.01.1897 — 02.04.1961 | Старший чабан колхоза «Борьба за социализм» Камышеватского района Краснодарского края | 26.07.1949      | сельхоз         | Туркменский район         | [ ГС 75 ] |
| 79 | Федулов Михаил Васильевич           | род. 1931               | Бригадир слесарей-монтажников Северокавказского управления треста «Кавказэнергномонтаж» Министерства энергетики и электрификации СССР, Краснодарский край                                | 20.04.1971      | энергетика      |                           |           |
| 80 | Филимонов Николай Александрович     | 27.01.1897 — 27.02.1986 | Заместитель главного инженера Главного управления строительства Волго-Донского водного пути («Главгидроволгодонстроя») Министерства внутренних дел СССР, Сталинградская область          | 19.09.1952      | строительство   | Ставрополь                | [ ГС 76 ] |
| 81 | Цапок Марфа Андреевна               | 1915 — ????             | Свинарка совхоза «Гудермесский» Гудермесского района Чечено-Ингушской АССР | 22.03.1966      | сельхоз         |                           | [ ГС 77 ] |
| 82 | Чернушенко Алексей Арефьевич        | 1897—1950               | Заведующий отделом сельского отдела района имени 28 гвардейцев Талды-Курганской области                                                                                                  | 28.03.1948      | сельхоз         | Андроповский район        | [ ГС 78 ] |
| 83 | Шило Николай Алексеевич             | 07.04.1913 — 08.06.2008 | Директор Северо-Восточного НИИ Дальневосточного научного центра Академии наук СССР, академик АН СССР, гор. Магадан                                                                       | 06.04.1973      | наука           | Пятигорск                 | [ ГС 79 ] |
| 84 | Широбокова Александра Петровна      | 08.05.1920 — ????       | Комбайнёр Коноковской МТС Успенского района Краснодарского края | 13.06.1952      | сельхоз         |                           | [ ГС 80 ] |
| 85 | Юречко Василий Ильич                | 1910—1975               | Бригадир тракторной бригады Пригородной МТС Северо-Осетинской АССР | 09.03.1948      | сельхоз         |                           | [ ГС 81 ] |

## Герои Социалистического Труда, прибывшие в Ставропольский край на постоянное проживание из других регионов
| №  | Фамилия, имя, отчество               | Даты жизни              | Деятельность | Дата присвоения | Отрасль       | Место проживания   | ГС        |
| -- | ------------------------------------ | ----------------------- | --- | --------------- | ------------- | ------------------ | --------- |
| 1  | Антошук Роман Фомич                  | 15.05.1925 — 02.07.2005 | Звеньевой проходчиков рудника «Маяк» Норильского горно-металлургического комбината имени А. П. Завенягина Министерства цветной металлургии СССР, Красноярский край                                                                                           | 29.12.1973      | металлургия   | Ставрополь         | [ ГС 1 ]  |
| 2  | Бабуков Владимир Георгиевич          | 23.10.1916 — 23.01.2004 | Главный инженер нефтегазодобывающего управления «Старогрознефть» объединения «Грознефть» Министерства нефтяной промышленности СССР, Чечено-Ингушская АССР | 30.03.1971      | нефтепром     | Железноводск       | [ ГС 2 ]  |
| 3  | Баграмян Михаил Апкарович            | 18.10.1931 — 13.05.2014 | Звеньевой колхоза имени Клары Цеткин Шамхорского района Азербайджанской ССР | 08.08.1950      | сельхоз       | Кисловодск         |           |
| 4  | Балло Николай Егорович               | 03.09.1929 — 03.07.2014 | Комбайнёр-тракторист совхоза имени Димитрова Кустанайского района Кустанайской области | 23.06.1966      | сельхоз       | Будённовск         | [ ГС 3 ]  |
| 5  | Болдышев Евгений Андреевич           | 03.03.1930 — 01.07.2007 | Бригадир комплексной бригады строительно-монтажного управления № 4 Министерства среднего машиностроения СССР, гор. Шевченко, Гурьевская область | 26.04.1971      | атомпром      | Лермонтов          | [ ГС 4 ]  |
| 6  | Ведерников Николай Иванович          | 29.01.1926 — 15.07.2009 | Оператор Грозненского нефтеперерабатывающего завода Министерства нефтеперерабатывающей и нефтехимической промышленности СССР, Чечено-Ингушская АССР | 28.05.1966      | нефтехимпром  |                    | [ ГС 5 ]  |
| 7  | Викулов Владимир Степанович          | 07.05.1938 — 22.03.2021 | Бывший управляющий трестом «Запсибэнергострой» Министерства энергетики и электрификации СССР, Ханты-Мансийский автономный округ, ныне генеральный директор Государственного производственного объединения «Братскгэсстрой» Минэнерго СССР, Иркутская область | 14.08.1990      | энергетика    | Кисловодск         | [ ГС 6 ]  |
| 8  | Гукасова Эмма Самсоновна             | 23.06.1928 — 11.09.1994 | Звеньевая колхоза имени Карла Маркса, гор. Кизляр Грозненской области | 17.09.1949      | сельхоз       | Железноводск       | [ ГС 7 ]  |
| 9  | Дю Чер-Хо                            | 13.02.1906 — 24.08.1989 | Звеньевой колхоза имени Димитрова Нижне-Чирчикского района Ташкентской области | 17.07.1951      | сельхоз       | Ессентуки          | [ ГС 8 ]  |
| 10 | Есипенко Илларион Тимофеевич         | 19.06.1894 — 07.09.1988 | Директор ордена Ленина конного завода № 158 Сальского района Ростовской области, генерал-майор | 26.07.1949      | сельхоз       | Железноводск       | [ ГС 9 ]  |
| 11 | Зоненко Пётр Павлович                | 31.05.1905 — 31.12.1981 | Директор Новосибирского электровакуумного завода Министерства электронной промышленности СССР | 29.07.1966      | электронпром  | Пятигорск          | [ ГС 10 ] |
| 12 | Кафанова Феодосия Семёновна          | 26.06.1914 — ????       | Ткачиха шёлкоткацкой фабрики имени 26 Бакинских комиссаров Среднеазиатского совнархоза, гор. Самарканд | 01.03.1965      | легпром       | Ставрополь         | [ ГС 11 ] |
| 13 | Колмыков Иван Карпович               | 04.11.1908 — 14.04.1992 | Комбайнёр Баянской МТС Пресновского района Северо-Казахстанской области | 28.06.1952      | сельхоз       |                    | [ ГС 12 ] |
| 14 | Крамарев Василий Константинович      | 28.02.1920 — 13.06.1999 | Председатель колхоза «Коммунар» Уссурийского района Приморского края | 22.03.1966      | сельхоз       | Ставрополь         | [ ГС 13 ] |
| 15 | Кудряшова Александра Порфирьевна     | 22.10.1924 — 24.11.2005 | Комбайнёр зерносовхоза «Прималкинский» Прохладненского района Кабардино-Балкарской АССР | 08.04.1971      | сельхоз       | Лермонтов          | [ ГС 14 ] |
| 16 | Лахно Павел Михайлович               | 20.02.1911 — ????       | Комбайнёр Кзыл-Жарской МТС Актюбинской области | 11.01.1957      | сельхоз       | Изобильный         | [ ГС 15 ] |
| 17 | Ленник Клавдия Прохоровна            | 1919 — ????             | Свинарка совхоза «Славянский» Пахтааральского района Сырдарьинской области | 22.03.1966      | сельхоз       |                    | [ ГС 16 ] |
| 18 | Ли Пётр                              | 01.09.1925 — 06.01.2005 | Звеньевой колхоза имени Димитрова Нижне-Чирчикского района Ташкентской области | 17.07.1951      | сельхоз       | Нефтекумский район | [ ГС 17 ] |
| 19 | Мкртычянц (Оганесян) Эрика Минасовна | 14.01.1929 — 20.03.2016 | Звеньевая колхоза «Кармир ранчпар» Иджеванского района Армянской ССР | 14.06.1950      | сельхоз       |                    | [ ГС 18 ] |
| 20 | Нетребо Раиса Николаевна             | род. 25.12.1928         | Звеньевая колхоза «Пролетарская победа» Сунженского района Грозненской области | 19.03.1948      | сельхоз       |                    | [ ГС 19 ] |
| 21 | Павлова Ирина Васильевна             | 1908 — ????             | Звеньевая колхоза «1 Мая» Ленкоранского района Азербайджанской ССР | 21.07.1949      | сельхоз       |                    |           |
| 22 | Пашкевич Василий Васильевич          | 09.12.1913 — 24.03.1988 | Начальник участка шахты № 3 комбината «Тулауголь» Министерства угольной промышленности западных районов СССР, Тульская область | 28.08.1948      | углепром      | Железноводск       | [ ГС 20 ] |
| 23 | Пугачёв Иван Васильевич              | 30.01.1915 — 30.01.2003 | Начальник установки каталитического крекинга Новогрозненского нефтеперерабатывающего завода Чечено-Ингушского совнархоза | 19.03.1959      | нефтехимпром  | Благодарный        | [ ГС 21 ] |
| 24 | Рудько Мария Ивановна                | 1920 — ????             | Звеньевая колхоза имени Петровского Лозовский район Павлодарской области | 28.03.1948      | сельхоз       |                    | [ ГС 22 ] |
| 25 | Соболев Пётр Федотович               | 1919 — ????             | Дорожный мастер Сковородинской дистанции пути Забайкальской железной дороги, Амурская область | 04.08.1966      | транспорт     |                    |           |
| 26 | Табацкова Вера Георгиевна            | 19.03.1925 — 07.04.2009 | Первый секретарь Шелковского райкома КПСС, Чечено-Ингушская АССР | 08.04.1971      | госуправление | Шпаковский район   | [ ГС 23 ] |
| 27 | Уткина (Ковалёва) Ирина Артёмовна    | 1929 — ????             | Рабочая Насакиральского совхоза имени Сталина Министерства сельского хозяйства СССР, Махарадзевский район Грузинской ССР | 01.09.1951      | сельхоз       | Кировский район    | [ ГС 24 ] |
| 28 | Чижевский Пётр Иванович              | 13.09.1928 — 03.08.2000 | Бригадир тракторной бригады Москворецкого совхоза Октябрьского района Северо-Казахстанской области | 11.01.1957      | сельхоз       | Нефтекумский район | [ ГС 25 ] |
| 29 | Шевченко Геннадий Иванович           | 19.08.1929 — 27.08.2020 | Буровой мастер Мангышлакского управления буровых работ объединения «Мангышлакнефть» Министерства нефтяной промышленности СССР, Гурьевская область | 30.03.1971      | нефтепром     | Ставрополь         | [ ГС 26 ] |